# Церква Святого Димитрія Солунського (Понятівка)
Церква Святого Великомученика Димитрія Солунського (у минулому — Церква святого Йосипа Обручника) — чинна церква у селі Понятівці. Парафія святого Димитрія Солунського належить до Балтської єпархії Української православної церкви Московського Патріархату.

## Історія
У 1821 році графом Понятовським збудовано кам'яну однопрестольну церкву святого Йосипа Обручника.
Відомо, що до 1902 року священником церкви був Ісаакій Попов.
З 1902 року церкву очолював Петро Петров Жуковський. Це було його 2-е місце несення служби. До цього був з 1895 року псаломщиком у цьому ж храмі.
Псаломщиком у 1895 році став Микола Вікторов Юрашев. Це було 1-е його місце несення служби.
У 1906 році церква розташовувалась у Понятівській волості Тираспольського повіту Херсонській губернії. Парафіянами були росіяни та болгари (1088 чоловік та 1028 жінок) з містечка Понятівка, селища Бакалова, Чекмежієва, Велізарієва + парафіяни приписної церкви при ст. Роздільна.
При церкві було однокласне міністерське училище, у якому навчалось 77 хлопців та 26 дівчат.
Капітал церкви сягав 30 рублів.
У церкві служили: священник та псаломник. Священником був Петро Петров Жуковський (31 рік), закінчив Одеську духовну семінарію за 2-м розрядом, законовчитель в однокласному міністерському училищі, спостерігач за викладанням Закону Божого у двокласному залізничному училищі та завідувач і законовчитель у церковно-парафіяльної школи. Мав жінку та троє дітей (5, 3 та 1/2 років). Кар'єру почав у 1895 році на посаді диякона та священника. Плата в парафії становила 300 руб. Псаломщиком був Микола Вікторов Юрашев (39 рік), закінчив початкове училище. Мав жінку та доньку (4 роки). Кар'єру почав у 1895 році. Плата від парафії — 100 руб. Разом мали 33 десятин церковної землі.
8 листопада 1910 року колишній виконувач обов'язків псаломника Йосипівської церкви с. Йосипівка, Тираспольского повіту, Євфимій Дарієнко, відповідно до прохання, призначений виконувачем обов'язків псаломщика у церкву м. Понятівка.
На 1913-1914 рік місцева Свято-Миколаївська церква, яку надалі очолював священник Петро Петров, відносилась до Катаржинської благочинної округи.
На початку листопада 1914 року Ухвалою Єпархіального начальства затверджений на посаді церковного старости селянин Євфимій Остапенко на 3-є триріччя.

## Світлини

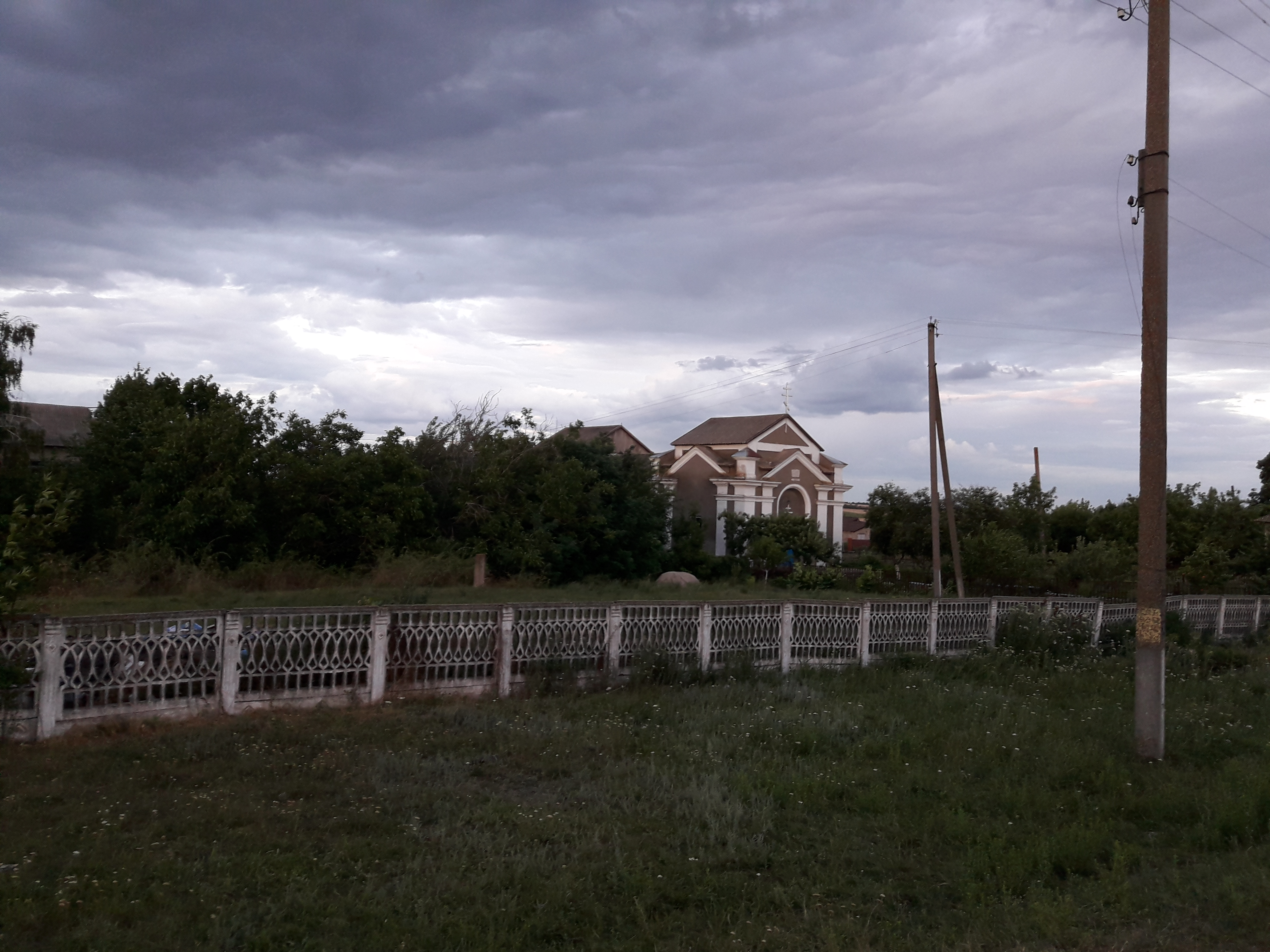
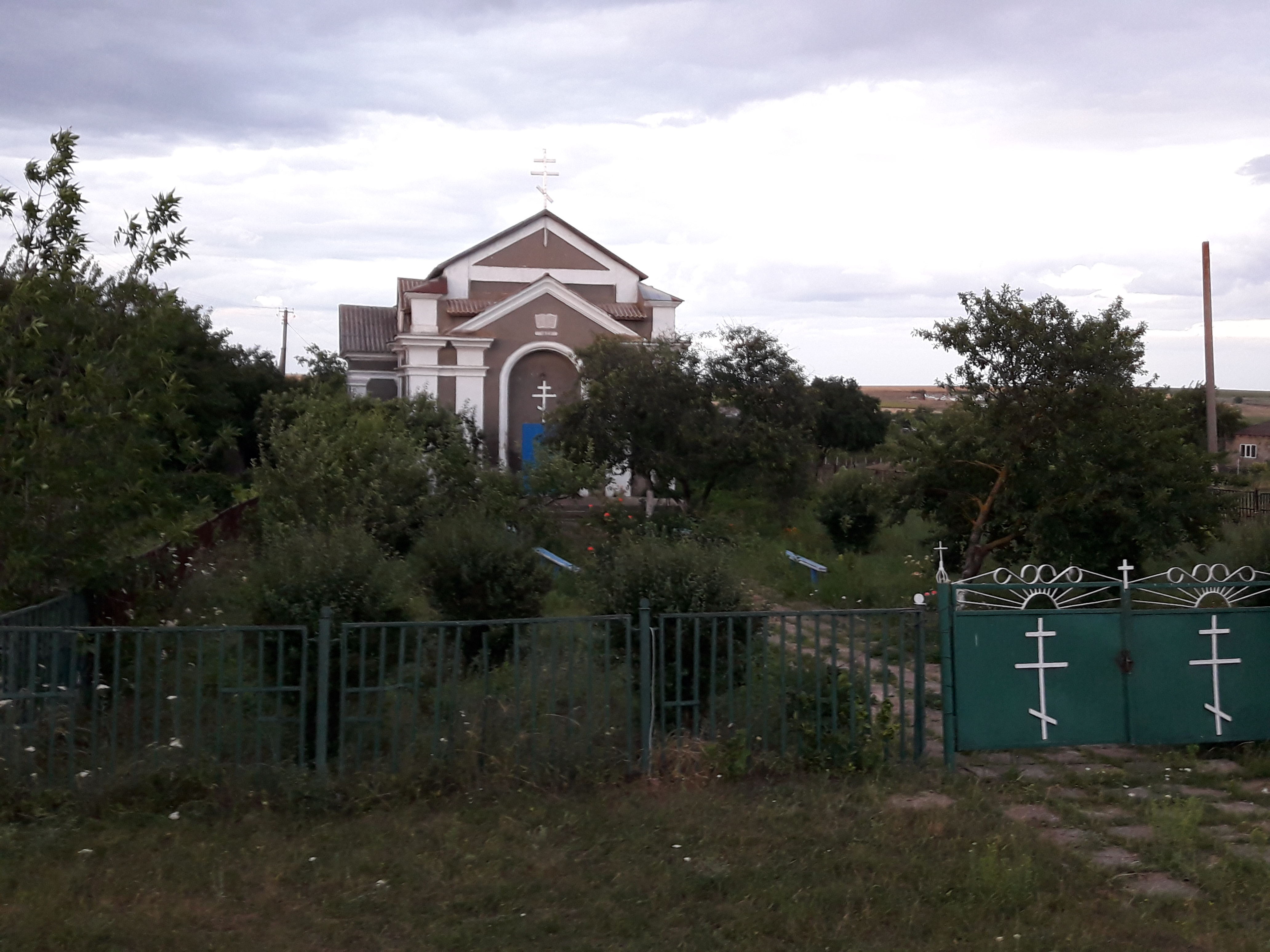
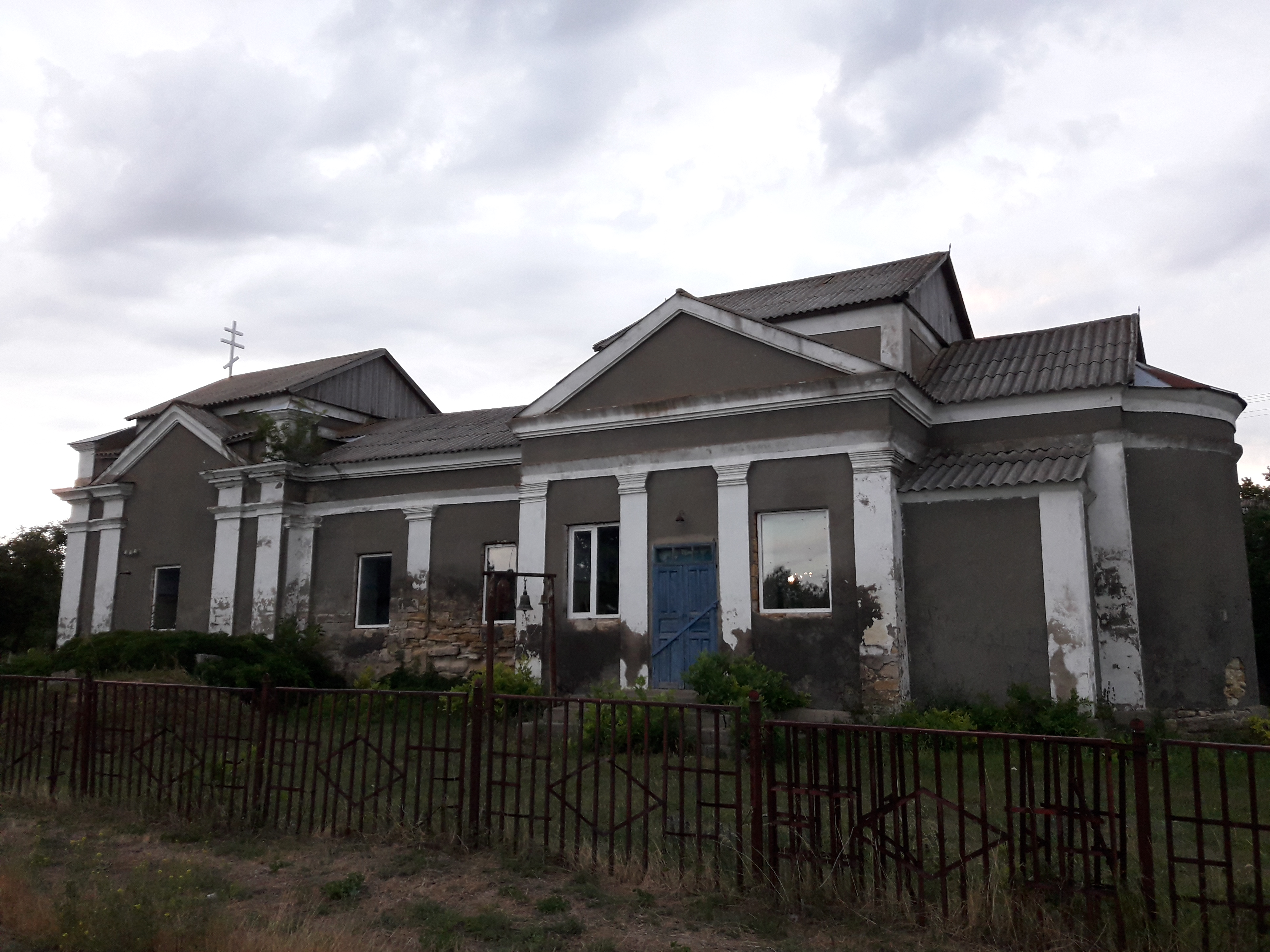
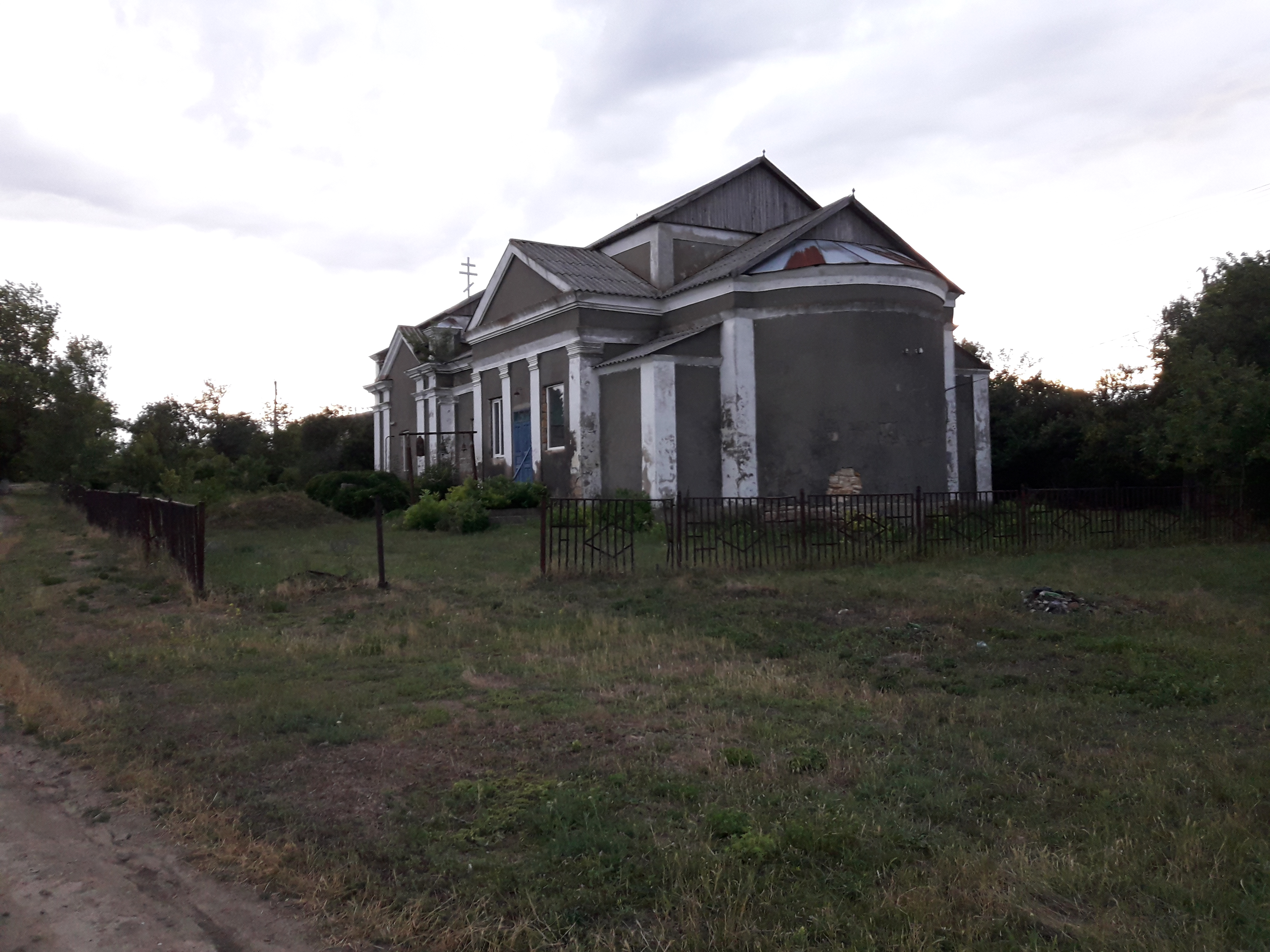